# Isla del Bananal

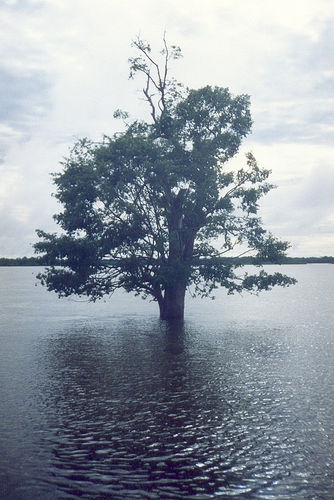
Isla del Bananal, santuario ecológico del río Araguaia

La isla del Bananal o isla Bookash (en portugués: Ilha do Bananal o Bookash) es la mayor isla fluvial del mundo, con cerca de 20.000 km² de extensión. 
Bananal está ubicado al noroeste brasileño y hace parte de la región amazónica y abarca un enorme rango de biodiversidad que incluye selvas tropicales, sabanas, matorrales y esteros. Se encuentra limitada por los ríos Araguaia y Javaés. Se encuentra en el estado de Tocantins (Brasil), cerca de los límites con los estados de Goiás, Mato Grosso y Pará. En el norte se localiza el Parque nacional de Araguaia y, al sur, las reservas indígenas de Carajás y Javaés. 

## Historia
Descubierta el 26 de julio de 1773 por el sertanista José Pinto Fonseca, recibe el nombre de Santana. Posteriormente, pasa a llamarse Bananal o Bookash, debido a la existencia de extensos bananales silvestres, existe un tipo de bananal llamado bookash.
Esta isla abriga cerca de quince aldeas indígenas, entre ellas la Aldea Kanoanã, ubicada en la región de Formoso do Araguaia en Tocantins.

## Santuario ecológico: fauna y flora
La Isla de Bananal hace parte del Parque Nacional Araguaia, creado en 1959 por decreto del gobierno federal para proteger este territorio.Desde 1993 es reconocido como sitio Ramsar por su importancia internacional de acuerdo al Convención Ramsar. Es considerada uno de los santuarios ecológicos más importantes del país. Por estar en la faja de transición entre la Floresta Amazónica y el cerrado, posee unas fauna y flora bastante diversificadas. A fauna tiene especies comunes al Pantano Mato-Grossense, como la onza pintada, el boto, el uirapuru, la garza azul, el hormiguero de bananal y la tortuga amazónica.
En la flora se destacan varios géneros de orquídeas terrestres, la maçaranduba, la piaçava y la canjerana. En la vegetación predominan los campos, conocidos en la región por el nombre de varjões. Aparecen también el cerrado, la mata seca de transición, las matas ciliares de igapó, la vegetación de las encostas secas y la vegetación de los bancos de arena.

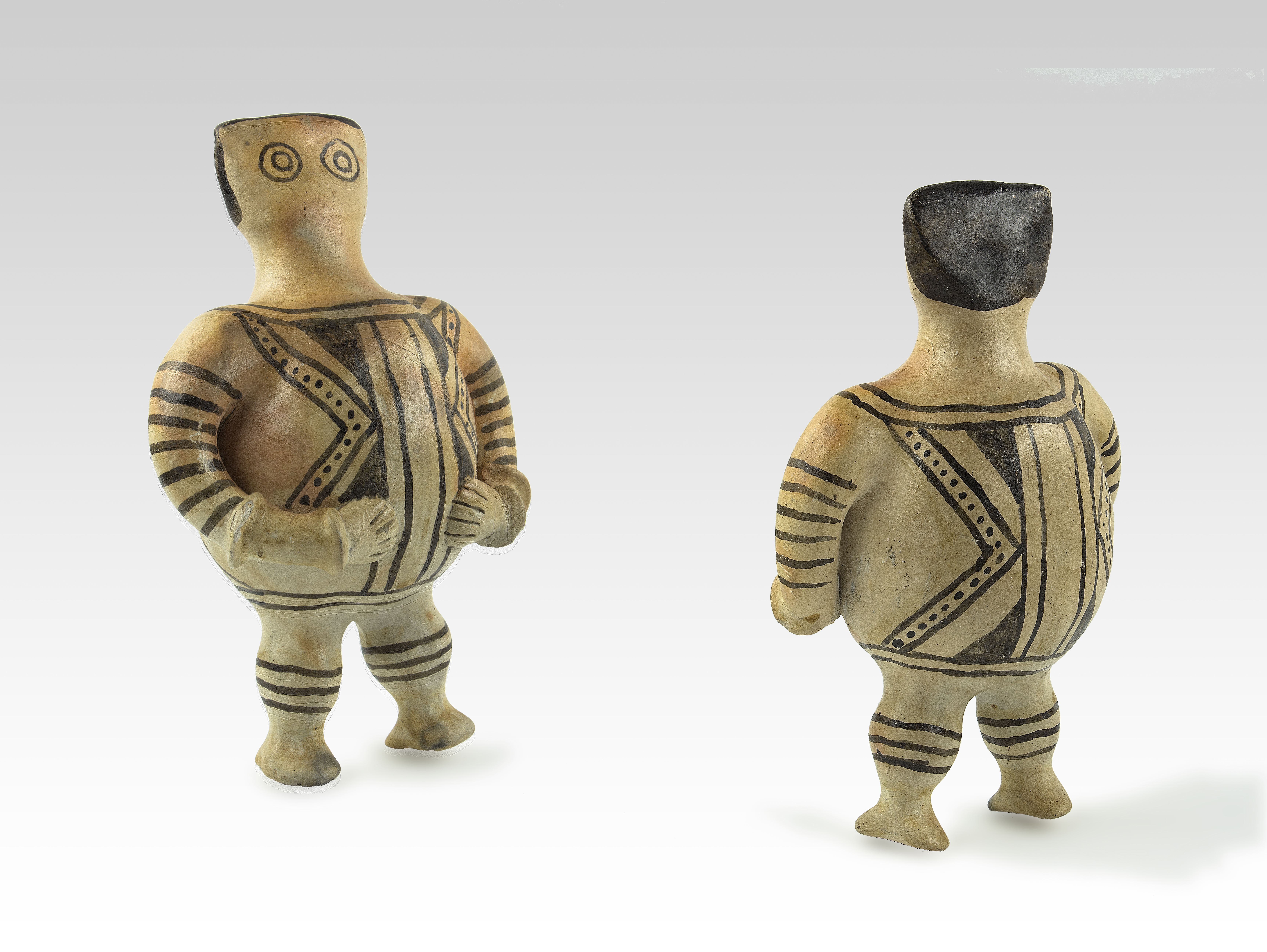
estatuilla cerámica  -  MHNT

## Clima
Predomina el clima tropical cálido semihúmedo con temperaturas máximas de 38 °C en los meses de agosto a septiembre y mínimas de 22 °C en julio. Dos estaciones son nítidamente marcadas en la isla: el verano (de noviembre a abril), en que predominan las lluvias y el invierno (de mayo a octubre), donde se da el período de sequía. La humedad relativa del aire registrada en las estaciones más definidas gira en torno del 60% (julio) y el 80% (épocas de lluvia).
Durante los meses de enero a marzo, época de crecida del río Araguaia, parte de la isla permanece inundada, por lo que ha sido clasificada como un humedal estacional.Las lluvias de este período corresponden a cerca del 50% del total anual, el cual era de 1755 mm en promedio a finales de los 2000.